# Tipula nigricornis
Tipula nigricornis är en tvåvingeart som först beskrevs av Franz Paula von Schrank 1803.  Tipula nigricornis ingår i släktet Tipula och familjen gallmyggor.
Artens utbredningsområde är Tyskland. Inga underarter finns listade i Catalogue of Life.